# A magyarországi cigányok életkörülményei
A magyarországi cigányok életkörülményei jelentősen elmaradnak Magyarország lakosságának átlagos életszínvonalától. Többségük (egyes becslések szerint közel 90%-uk) mélyszegénységben él. A mai Magyarországon mintegy félmillió ember él mélyszegénységben és a cigányok részaránya körülbelül negyven-ötven százalék.

## Életkörülményeik országrészek szerint
A Magyarországi cigányok életkörülményei szerint hat régióra osztható az ország. Az első a Tiszántúl (Szabolcs-Szatmár-Bereg, Hajdú-Bihar, Békés), a második a Duna-Tisza köze (Csongrád-Csanád, Jász-Nagykun-Szolnok, Bács-Kiskun), a harmadik a Dél-Dunántúl (Tolna, Baranya, Somogy, Veszprém, Zala), a negyedik a Nyugat-Dunántúl (Győr-Moson-Sopron, Vas), az ötödik a Pest környéki iparvidékek (Budapest, Pest, Fejér, Komárom-Esztergom), a hatodik pedig Észak-Magyarország.
Tiszántúl

Ebben a régióban él az ország cigányainak 25%-a. Az itt élők egyértelműen hátrányos helyzetűeknek tekinthetőek, mert itt a legmagasabb az analfabéták aránya, és az egy főre jutó jövedelem itt a legalacsonyabb. A régió északi részén nagyobb a cigányok aránya, ez a rész szegényebb is. Békés vármegyében a cigányok egy része a román nemzetiséghez tartozik.
Duna-Tisza köze

A régióban a cigányok nem meghatározó nemzetiség. Életkörülményeik némileg jobbak az országos átlagnál.
Dél-Dunántúl

A Dél-Dunántúl kis falvaiban, elsősorban az Ormánságban a nemzetiségi kultúrájukat tartó cigányok élnek (nagyszámú oláhcigányok és beás közösségek.) A rossz infrastruktúra miatti magas munkanélküliség erősen sújtja az itt élő cigány lakosságot. Számos cigány többségű település található ebben a régióban – közülük a Baranya vármegyei Alsószentmárton és Gilvánfa teljes egészében elcigányosodott.
Nyugat-Dunántúl

A nyugat-dunántúli cigányokat mintegy 30 ezer fős közösség alkotja, amely a lakosság kb. 3%-át teszi ki. Életkörülményeik kissé jobbak, mint az ország többi részén élőké, bár a többségük ebben a régióban sem dolgozik, illetve sok fiatal kerüli az iskolát. Az itteni cigány lakosság mégis némileg magasabb egzisztenciális és műveltségi szinttel rendelkezik az ország többi részén élőkétől, de a budapesti cigányok szintjét nem érik el, integrálódott társadalmi csoportról itt sem beszélhetünk.
Budapest és környéke

A fővárosban és környékén a legkedvezőbb a cigányok munkaerőpiaci helyzete, ezért az országoshoz képest átlagosan jobb anyagi körülmények között élnek. A cigányok a fővárosi népesség 4-5%-át teszi ki, ami alacsonyabb az országos átlag 6-7%-nál.
Észak-Magyarország

Az észak-magyarországi nagy számú cigány lakos az ebben a régióban általánosan tapasztalható gazdasági válság áldozata. A leépült borsodi iparvidék megszűnt nehézipari munkahelyeiről elbocsátott cigány alkalmazottak a fokozatosan kiépülő és magasabb képzettségi szinteket igénylő szektorokban nem tudnak munkát vállalni. Az itteni cigányok még az országos átlagnál is több gyermeket vállalnak, illetve itt a legmagasabb a ,,gettósodás" mértéke is. A régióban a cigány lakosság a népesség mintegy 15-18%-át teszi ki, emellett számos településen már többségbe is kerültek. Megemlítendő még a 2023-ra 30 ezresre apadt lakosságú Ózd is, ahol - a fővárosihoz hasonló lélekszámú - 13 ezer fős cigány népesség a lakosság 37%-át teszi ki, ráadásul 10-20 éven belül valószínűleg itt is többségbe kerülnek.

## Lakhatási körülmények
A szocializmus évtizedeiben a pártállam politikai felfogása nem etnikai, hanem kizárólag szociálpolitikai problémának tekintette a „cigánykérdést”, és eszerint igyekezett megoldást találni rá.
A második világháborút követő letelepítések, illetve a rendszerváltás után kiélesedő etnikai ellentétek miatt fokozódó diszkrimináció következményeként kialakult szegregátumok ("cigánytelepek") még mindig meghatározóak a cigány lakosság lakóhelyeként. Ezeken a településrészeken az infrastruktúra és a közműellátottság hiányos, vezetékes ivóvíz szolgáltatás se mindig jut, a csatornázás szinte alig jellemző, a szemétszállítás is akadozik. Országos viszonylatban a cigányok által lakott otthonok kétharmada szegregátumokban, egyharmada pedig azokon kívül helyezkedik el. A magas arány alól kivételt képez Budapest, ahol a cigány lakosság mindössze 30%-a szorult a telepi életvitelre. (2021-ben 709 település 1384 szegregátumában élt a hazai össznépesség 2,8 százaléka.
A szegregátumokon kivül élő cigányok többségének az életkörülményei a nagyobb arányú szociális asszimiláció miatt alig vagy nem különbözik a nem cigány népességtől. A telepek lakossága nyomorúságos körülmények között él. Ez a tagozódás mind a magyar, mind a cigány anyanyelvűeknél megfigyelhető.

## Demográfia
A cigány népesedés súlyos problémája a nagy családok kiemelkedően magas aránya. Már 1963-ban is látványos volt, hogy a cigányoknál tapasztalható átlagos családnagyság 4,52 gyermek. Ez akkor 52%-kal múlta felül az egész magyar lakosságra kiszámított átlagos családnagyságot (3,18). Viszont a várható élettartam jóval alacsonyabb a cigányoknál, a nyugdíjas korú cigány emberek aránya elenyésző. A korosztályok ilyenfajta megoszlása okolható a rossz szociális helyzettel, de nem lehet megfeledkezni a cigányoknak a gyermekvállalást serkentő kulturális hagyományairól sem.
A nagy családok miatt, illetve mert a cigány családoknál a rokonsági rendszer többnyire sokkal erősebb, mint a nem cigány családokban, sűrűn megfigyelhető, hogy egy lakásban nem két, hanem három nemzedék lakik együtt. Országos viszonylatban a cigány népesség 31%-a lakik olyan lakásokban, amelyben három nemzedék él együtt, és további 8% olyan lakásokban, amelyekben testvérek élnek együtt családjaikkal.

## Egészségügy
A cigányok nagy átlagban sokkal rosszabb egészségügyi körülmények közt élnek, a halálozási mutatóik jóval magasabbak a magyarok átlagénál. Egy 2008-as felmérés szerint a cigányok mindenhol jelentősen lerontják a halálozási és egyéb mutatókat. A felmérés készítői szerint ez összefüggésben van azzal, hogy minél magasabban képzett és aktívabb egy ember, annál tovább él. A cigányok mindkét adatban jelentősen elmaradnak az országos átlagtól.

## Iskolázottság
A tervgazdaság kiépítése idején szükség volt a cigányok letelepítésére. Ennek érdekében a cigány lakosságot is kötelezték az iskolába járásra. 
A folyamat rávilágított egy nagyon súlyos problémára a cigány lakosság körében, az analfabetizmusra. Ez a jelenség leginkább a keleti régiókra (Szabolcs-Szatmár-Bereg, Hajdú-Bihar, Békés, Borsod-Abaúj-Zemplén vármegyékre), azon belül a megyeszékhelyektől távoleső falvakban még napjainkban is jellemző. A főváros környéki, illetve a észak-dunántúli területeken az analfabetizmust majdnem teljes mértékben sikerült felszámolni.
Jelenleg[mikor?] a cigányok mintegy 60%-a fejezi be az általános iskolát. Középiskolába még ennél is kevesebben járnak, és közülük is nagy számban lemorzsolódnak menet közben. Az érettségi bizonyítványt mindössze 1,8%-uk szerzi meg, míg felsőfokú végzettsége 0,2%-uknak van. Mivel a cigányok jelentős része kistelepülésen él, így a helyi általános iskolák bezárása nagyon súlyosan érinti őket. Az alapkészségek elsajátítását biztosító korábbi kisegítő iskolák funkcióját 2012-től kezdve a szegregátumok tanodái vették át.

## Foglalkoztatottság
A Kádár-korszak teljes foglalkoztatottságában az urbanizáció és az állami nagyvállalatok munkaerőigénye a lakóhelyüktől távoli ipari centrumok felé vonzották a cigány lakosságot, sok vidéki férfi „ingázott”, vagyis hétközben a városi munkahely által biztosított munkásszálláson lakott.
A rendszerváltás után közel 1 millió munkahely szűnt meg. A munkanélküliség leginkább a cigányok alacsony képzettségű csoportjait érintette. Ez tömeges elszegényedéshez vezetett, amellyel arányosan növekedett és vált normává az őket sújtó strukturális rasszizmus és osztályizmus. 2019-ben 76 százalékuk élt a létminimum alatt. Közülük sokan a közfoglalkoztatás 2011-től kiterjesztett rendszere által jutnak rendszeres jövedelemhez. (Amit mindössze az utóbbi években elterjedt vérplazma-adás egészít ki.)